# Christophe, etc. Vol. 2
Albums de Christophe
Christophe, Etc.
(2019)
Christophe, Etc. Vol. 2 est le dix-septième et dernier album studio de Christophe, sorti le 13 décembre 2019. Il fait suite au précédent album du chanteur, composé de chansons de l'artiste interprétées en duo avec d'autres artistes de différentes générations.
L'album n'a pas connu le succès escompté au moment de sa sortie, se contentant de deux semaines de présence au Top Albums, dont une à la 102e place, mais la mort de Christophe le 16 avril 2020, quatre mois après la sortie de cet opus, dope les ventes et atteint la 16e place.

## Liste des pistes
| No  | Titre                                       | Durée |
| --- | ------------------------------------------- | ----- |
| 1.  | Océan d'amour (avec Mathilda)               | 4:22  |
| 2.  | La Dolce Vita (avec Julien Doré)            | 3:33  |
| 3.  | Boule de flipper (avec Juliette Armanet)    | 3:40  |
| 4.  | Le Tourne-coeur (avec Pascal Obispo)        | 4:20  |
| 5.  | Daisy (avec Laeticia Casta)                 | 4:30  |
| 6.  | Aline (avec Philippe Katerine)              | 4:56  |
| 7.  | Les Paradis perdus (avec Arno)              | 3:54  |
| 8.  | Les Marionnettes (avec Vive la fête)        | 2:56  |
| 9.  | Le Beau Bizarre (avec Arthur)               | 3:25  |
| 10. | La Petite Fille du 3ème (avec Jeanne Added) | 4:12  |
| 11. | Tangerine (avec Alan Vega, duo virtuel)     | 7:38  |